# Unterseeboot 761
L'Unterseeboot 761 ou U-761 est un sous-marin allemand (U-Boot) de type VIIC utilisé par la Kriegsmarine pendant la Seconde Guerre mondiale.
Le sous-marin est commandé le 9 octobre 1939 à Wilhelmshaven (Kriegsmarinewerft), sa quille posée le 16 décembre 1940, il est lancé le 26 septembre 1942 et mis en service le 3 décembre 1942, sous le commandement de l'Oberleutnant zur See Horst Geider.
L'U-761 n'endommage ni ne coule aucun navire au cours des deux patrouilles (67 jours en mer) qu'il effectue.
Gravement endommagé par des bombardements, son équipage le saborde dans le Détroit de Gibraltar en février 1944.

## Conception
Unterseeboot type VII, l'U-761 avait un déplacement de 769 tonnes en surface et 871 tonnes en plongée. Il avait une longueur totale de 67,10 m, un maître-bau de 6,20 m, une hauteur de 9,60 m et un tirant d'eau de 4,74 m. Le sous-marin était propulsé par deux hélices de 1,23 m, deux moteurs diesel Germaniawerft M6V 40/46 de 6 cylindres en ligne de 1400 cv à 470 tr/min, produisant un total de 2 060 à 2 350 kW en surface et de deux moteurs électriques Brown, Boveri & Cie GG UB 720/8 de 375 cv à 295 tr/min, produisant un total 550 kW, en plongée. Le sous-marin avait une vitesse en surface de 17,7 nœuds (32,8 km/h) et une vitesse de 7,6 nœuds (14,1 km/h) en plongée. Immergé, il avait un rayon d'action de 80 milles marins (150 km) à 4 nœuds (7,4 km/h; 4,6 milles par heure) et pouvait atteindre une profondeur de 230 m. En surface son rayon d'action était de 8 500 milles nautiques (soit 15 700 km) à 10 nœuds (19 km/h).
 L'U-761 était équipé de cinq tubes lance-torpilles de 53,3 cm (quatre montés à l'avant et un à l'arrière) qui contenait quatorze torpilles. Il était équipé d'un canon de 8,8 cm SK C/35 (220 coups) et d'un canon antiaérien de 20 mm Flak. Il pouvait transporter 26 mines TMA ou 39 mines TMB. Son équipage comprenait 4 officiers et 40 à 56 sous-mariniers.

## Historique
Il passe son temps d'entraînement initial à la 8. Unterseebootsflottille jusqu'au 31 juillet 1943, puis il intègre son unité de combat dans la 9. Unterseebootsflottille.
Sa première patrouille est précédée d'un court trajet de Kiel à Trondheim. Elle commence le 17 novembre 1943 au départ de Trondheim pour l'Atlantique Nord. Il passe la ligne GIUK et patrouille au sud de l'Islande. Après 40 jours en mer, il rejoint son port d'attache de Brest qu'il atteint le 26 décembre 1943.
L'U-761 quitte Brest le 8 février 1944 pour la Méditerranée. Alors qu'il passe le Détroit de Gibraltar dans la journée du 24 février 1944, l'U-761 est repéré et attaqué au nord de Tanger par des charges en profondeur des deux destroyers britanniques HMS Anthony et HMS Wishart (D67) (en), de trois hydravions bombardiers Catalina (un britannique du 202 Sqn RAF / G et deux américains du VP-63 USN / P-14 & P-15) et d'un avion bombardier Ventura américain du VB-127 USN / B-46, qui l'endommagent gravement.
Voyant la situation désespérée, l'équipage saborde le sous-marin à la position 35° 55′ N, 5° 45′ O.
Neuf des cinquante-sept membres d'équipage meurent dans ces attaques.

## Affectations
- 8. Unterseebootsflottille du 3 décembre 1942 au 31 juillet 1943 (Période de formation).
- 9. Unterseebootsflottille du 1er août 1943 au 24 février 1944 (Unité combattante).

## Commandement
- Oberleutnant zur See Horst Geider du 3 décembre 1942 au 24 février 1944.

## Patrouilles
|       | Commandant         | Départ           | Départ    | Arrivée           | Arrivée   | Jours    | Succès |
| ----- | ------------------ | ---------------- | --------- | ----------------- | --------- | -------- | ------ |
|       | Oblt. Horst Geider | 9 septembre 1943 | Kiel      | 18 septembre 1943 | Trondheim | 10 jours |        |
| 1     | Oblt. Horst Geider | 17 novembre 1943 | Trondheim | 26 décembre 1943  | Brest     | 40 jours |        |
| 2     | Oblt. Horst Geider | 8 février 1944   | Brest     | 24 février 1944   | Coulé     | 17 jours |        |
| Total | Total              | Total            | Total     | Total             | Total     | 67 jours | 0 t    |

Note : Oblt. = Oberleutnant zur See

### Opérations Wolfpack
L'U-761 a opéré avec les Wolfpacks (meute de loups) durant sa carrière opérationnelle.
- Coronel (4-8 décembre 1943)
- Coronel 1 (8-14 décembre 1943)
- Coronel 2 (14-16 décembre 1943)